# México en la Copa Mundial de Fútbol Sub-20 de 2011
Es uno de los 24 equipos participantes en la Copa Mundial de Fútbol Sub-20 de 2011, que se realiza en Colombia.
Se clasificó después de haber obtenido el Campeonato de la Concacaf Sub-20 de 2011.

## Clasificación
La selección de México terminó primera en su grupo para así calificar a la segunda fase del torneo. Calificando junto a las Selecciones de Guatemala, Panamá, y Costa Rica

### Grupo D
| Equipo            | Pts | PJ | PG | PE | PP | GF | GC | DG |
| ----------------- | --- | -- | -- | -- | -- | -- | -- | -- |
| México            | 6   | 2  | 2  | 0  | 0  | 8  | 0  | 8  |
| Cuba              | 1   | 2  | 0  | 1  | 1  | 0  | 3  | -3 |
| Trinidad y Tobago | 1   | 2  | 0  | 1  | 1  | 0  | 5  | -5 |

| 28 de marzo de 2011 | Cuba | 0:3 (0:1) | México                              | Estadio Cementos Progreso, Ciudad de Guatemala                        |                                                                       |
|                     |      | Reporte   | Reyes 36' · Pulido 52' · Dávila 84' | Asistencia: 269 espectadores Árbitro(s): Mark Geiger (Estados Unidos) | Asistencia: 269 espectadores Árbitro(s): Mark Geiger (Estados Unidos) |

| 1 de abril de 2011 | México                                | 5:0 (4:0) | Trinidad y Tobago | Estadio Cementos Progreso, Ciudad de Guatemala                    |                                                                   |
|                    | Guarch 7', 25', 49' · Pulido 31', 41' | Reporte   |                   | Asistencia: 1,586 espectadores Árbitro(s): José Molina (Honduras) | Asistencia: 1,586 espectadores Árbitro(s): José Molina (Honduras) |

### Cuartos de final
| 5 de abril de 2011 | México                                 | 3:0 (1:0) | Canadá | Estadio Mateo Flores, Ciudad de Guatemala                             |                                                                       |
|                    | Álvarez 33' · de Buen 72' · Mora 90+1' | Reporte   |        | Asistencia: 475 espectadores Árbitro(s): Mark Geiger (Estados Unidos) | Asistencia: 475 espectadores Árbitro(s): Mark Geiger (Estados Unidos) |

### Semifinales
| 8 de abril de 2011 | México                                                    | 4:1 (3:1) | Panamá      | Estadio Mateo Flores, Ciudad de Guatemala                                      |                                                                                |
|                    | Dávila 14' · Linton 31' (a.g.) · Izazola 40' · Rivera 49' | Reporte   | Caicedo 28' | Asistencia: 2353 espectadores Árbitro(s): Marlon Mejía (árbitro) (El Salvador) | Asistencia: 2353 espectadores Árbitro(s): Marlon Mejía (árbitro) (El Salvador) |

### Final
| 10 de abril de 2011 | México                        | 3:1 (2:1) | Costa Rica | Estadio Mateo Flores, Ciudad de Guatemala                   |                                                             |
|                     | Dávila 18' 51' · Orrantía 38' |           | Mora 16'   | Asistencia: 3000 espectadores Árbitro(s): Mark Geiger (EUA) | Asistencia: 3000 espectadores Árbitro(s): Mark Geiger (EUA) |

## Jugadores
| #     | Nombre               | Posición           | Edad               | Club                |
| ----- | -------------------- | ------------------ | ------------------ | ------------------- |
| 1     | Antonio Rodríguez    | Portero            | 19                 | Guadalajara         |
| 2     | Kristian Álvarez     | Defensa            | 19                 | Guadalajara         |
| 3     | Héctor Acosta        | Defensa            | 19                 | Toluca              |
| 4     | Néstor Araujo        | Defensa            | 20                 | Cruz Azul           |
| 5     | Diego de Buen        | Mediocampista      | 20                 | Pumas               |
| 6     | Marvin Piñón         | Mediocampista      | 20                 | Montrrey            |
| 7     | Saul Villalobos      | Mediocampista      | 20                 | Atlas               |
| 8     | Carlos Orrantia      | Mediocampista      | 20                 | Pumas               |
| 9     | Taufic Guarch        | Delantero          | 20                 | Espanyol            |
| 10    | Erick Torres Padilla | Delantero          | 18                 | Guadalajara         |
| 11    | Ulises Davila        | Delantero          | 20                 | Guadalajara         |
| 12    | Carlos López Rubio   | Portero            | 20                 | Talleres de Córdoba |
| 13    | Lugiani Gallardo     | Mediocampista      | 20                 | Club América        |
| 14    | Jorge Enríquez       | Mediocampista      | 20                 | Guadalajara         |
| 15    | Edgar Iván Solís     | Defensa            | 19                 | Estudiantes Tecos   |
| 16    | Jorge Valencia       | Defensa            | 20                 | Tigres              |
| 17    | Alan Pulido          | Delantero          | 20                 | Tigres              |
| 18    | Diego Reyes          | Defensa            | 18                 | Club América        |
| 19    | Edson Rivera         | Delantero          | 20                 | Braga               |
| 20    | David Izazola        | Delantero          | 20                 | Pumas               |
| 21    | Julio José González  | Portero            | 20                 | Santos Laguna       |
| D. T. | Juan Carlos Chávez   | Juan Carlos Chávez | Juan Carlos Chávez | Juan Carlos Chávez  |

## Fase de grupos

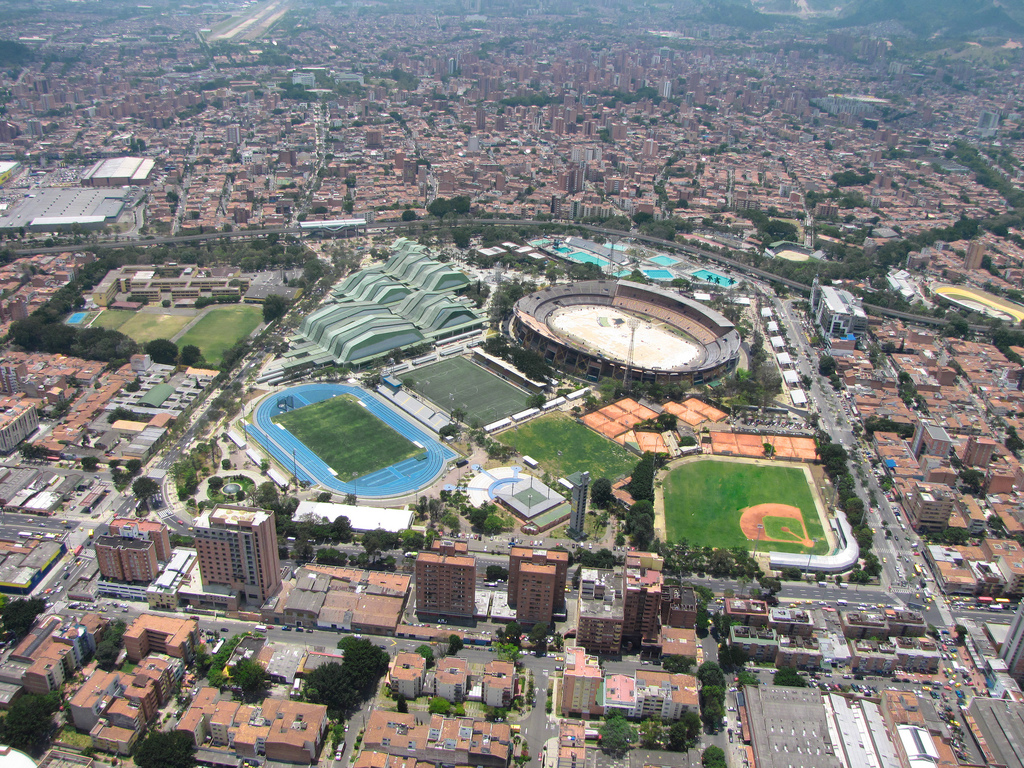
Sede de los primeros dos juegos de la Selección Mexicana en el Campeonato Mundial de Fútbol Sub-20.

El equipo mexicano, jugara contra las selecciones de Argentina, Corea del Norte e Inglaterra respectivamente, los dos primeros juegos se darán en el Estadio Atanasio Girardot y el tercer juego será en el Estadio Olímpico Jaime Morón León.

### Grupo F
| Equipo          | Pts | PJ | PG | PE | PP | GF | GC | Dif |
| --------------- | --- | -- | -- | -- | -- | -- | -- | --- |
| Argentina       | 7   | 3  | 2  | 1  | 0  | 4  | 0  | 3   |
| México          | 4   | 3  | 1  | 1  | 1  | 0  | 1  | 2   |
| Inglaterra      | 3   | 3  | 0  | 3  | 0  | 0  | 0  | 0   |
| Corea del Norte | 1   | 3  | 0  | 1  | 2  | 0  | 6  | -6  |

| 29 de julio de 2011, 16:30 | Argentina  | 1:0 (0:0) | México | Estadio Atanasio Girardot, Medellín |                                  |
|                            | Lamela 69' | Reporte   |        | Árbitro(s): Istvan Vad (Hungría)    | Árbitro(s): Istvan Vad (Hungría) |

| Amonestado | 73' | de Buen |
| Amonestado | 90' | Ibañez  |

| 8  | MED | Orrantia     | 46' | Saul Villalobos | DEF | 7  |
| 19 | DEL | Edson Rivera | 64' | Pulido          | DEL | 17 |
| 10 | DEL | Torres       | 78' | de Buen         | DEF | 5  |

| Tiros:              | 10  |
| Tiros al arco:      | 3   |
| Faltas:             | 10  |
| Saques de esquina:  | 1   |
| Fueras de juego:    | 2   |
| Posesión del balón: | 52% |

| 1 de agosto de 2011, 17:00 | México                                              | 3:0 (1:0) | Corea del Norte | Estadio Atanasio Girardot, Medellín       |                                           |
|                            | Yong-chol 45' (a.g.) · Guarch 54' · de Buen 90+4' · | Reporte   |                 | Árbitro(s): Markus Strombergsson (Suecia) | Árbitro(s): Markus Strombergsson (Suecia) |

| 10 | DEL | Torres       | 46' | Pulido   | DEL | 17 |
| 19 | DEL | Edson Rivera | 72' | Guarch   | DEL | 9  |
| 13 | MED | Gallardo     | 81' | Orrantia | DEL | 8  |

| Tiros:              | 26  |
| Tiros al arco:      | 7   |
| Faltas:             | 9   |
| Saques de esquina:  | 9   |
| Fueras de juego:    | 2   |
| Posesión del balón: | 61% |

| 4 de agosto de 2011, 17:00 | México | 0:0     | Inglaterra | Estadio Olímpico Jaime Morón León, Cartagena |                                       |
|                            |        | Reporte |            | Árbitro(s): Djamel Haimoudi (Argelia)        | Árbitro(s): Djamel Haimoudi (Argelia) |

| Amonestado | 15' | Álvarez |

| 3  | DEF | Acosta          | 46' | Álvarez  | DEF | 2 |
| 7  | MED | Saul Villalobos | 60' | Orrantia | MED | 8 |
| 20 | MED | Izazola         | 64' | Guarch   | DEL | 9 |

| Tiros:              | 17  |
| Tiros al arco:      | 4   |
| Faltas:             | 20  |
| Saques de esquina:  | 3   |
| Fueras de juego:    | 1   |
| Posesión del balón: | 58% |

### Octavos de final
| 9 de agosto de 2011, 20:00 | Camerún     | 1:1 (1:1,0:0) | México       | Estadio Hernán Ramírez Villegas, Pereira                           |                                                                    |
|                            | Ohandza 79' | Reporte       | Orrantia 81' | Asistencia: 20.268 espectadores Árbitro(s): Wilson Seneme (Brasil) | Asistencia: 20.268 espectadores Árbitro(s): Wilson Seneme (Brasil) |

| Tiros desde el punto penal |                            |     |                  |        |
| Ohandza                    | Fallo de penal (atajado)   | 0:1 | Acierto de penal | Torres |
| Nguessi                    | Fallo de penal (travesaño) | 0:2 | Acierto de penal | Davila |
| Mbondi                     | Fallo de penal (poste)     | 0:3 | Acierto de penal | Piñón  |

| Amonestado | 65' | Alan Pulido      |
| Amonestado | 70' | Kristian Álvarez |

| 10 | DEL | Torres        | 46' | Taufic Guarch    | DEL | 9 |
| 3  | DEF | Hector Acosta | 74' | Kristian Álvarez | DEF | 2 |
| 6  | MED | Marvin Piñón  | 66' | Diego de Buen    | MED | 5 |

| Tiros:              | 0   |
| Tiros al arco:      | 0   |
| Faltas:             | 0   |
| Saques de esquina:  | 0   |
| Fueras de juego:    | 0   |
| Posesión del balón: | 50% |

### Cuartos de final
| 13 de agosto de 2011, 20:00 | México                             | 3:1 (1:0) | Colombia   | Estadio Nemesio Camacho El Campín, Bogotá                          |                                                                    |
|                             | Torres 38' (pen.) · Rivera 69' 88' | Reporte   | Zapata 60' | Asistencia: 35.501 espectadores Árbitro(s): Cüneyt Çakır (Turquía) | Asistencia: 35.501 espectadores Árbitro(s): Cüneyt Çakır (Turquía) |

### Semifinal
| 17 de agosto de 2011, 20:00 | Brasil           | 2:0 (0:0) | México | Estadio Hernán Ramírez Villegas, Pereira                                  |                                                                           |
|                             | Henrique 80' 84' | Reporte   |        | Asistencia: 29.812 espectadores Árbitro(s): Mark Clattenburg (Inglaterra) | Asistencia: 29.812 espectadores Árbitro(s): Mark Clattenburg (Inglaterra) |

### Tercer lugar
| 20 de agosto de 2011, 17:00 | México | 3-1 | Francia | Estadio Nemesio Camacho El Campín, Bogotá |  |

- Datos: Q6036032